# 福建绒鼠
福建绒鼠（学名：Eothenomys colurnus）一种分布于中国南方地区的啮齿动物，隶属于仓鼠科绒鼠属。该物种的模式产地在福建挂墩。本种原被视为黑腹绒鼠（Eothenomys melanogaster）福建亚种，2018年学者基于形态学数据、线粒体基因及部分核基因的研究证实本种为独立种，且台湾亚种（Eothenomys melanogaster kanoi）为本种的同物异名。